# Micro-ARN 21

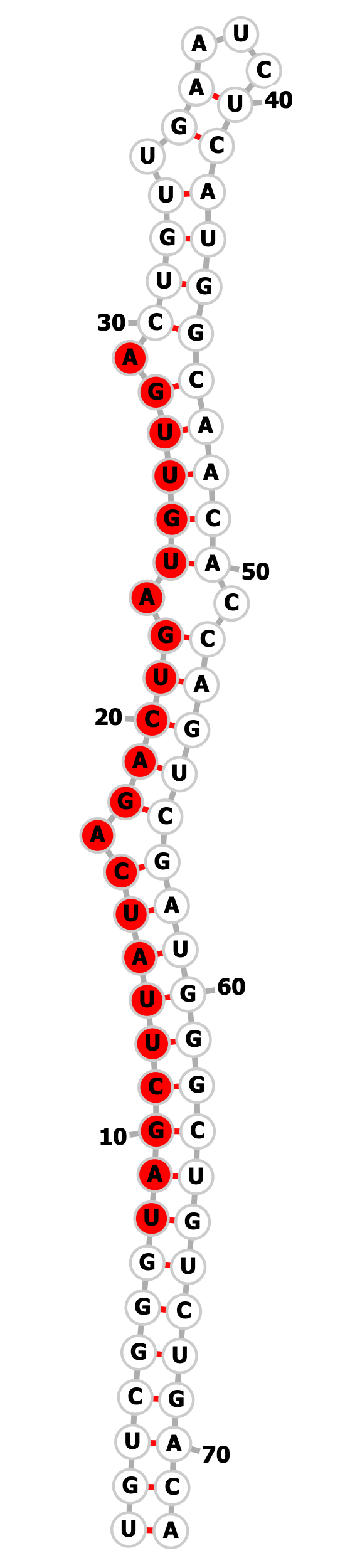
Figure 1. Représentation schématique de la structure tige-boucle du pre-mir-21 chez l'humain. Le brin guide préférentiellement associé au RISC apparaît en rouge. La prédiction de la structure secondaire (ΔG=-35.49 kcal.mol-1) a été obtenue avec le logiciel en ligne RNAfold.

Le micro-ARN 21 (miR-21) est un micro-ARN impliqué dans de très nombreux processus physiologiques et pathologiques et le sujet d'une importante littérature scientifique.
Il est notamment connu pour son implication dans le glioblastome, une forme agressive de cancer du cerveau, le fonctionnement cardiaque et la fibrose tissulaire. 

## Séquence
Chez l'humain, le brin impliqué dans la régulation post-transcriptionnelle et majoritairement incorporé au complexe RISC est localisé en 5' du duplex miARN/miARN*. 
Sa séquence est la suivante :
5'- uagcuuaucagacugauguuga -3' (miR-21-5p - la "graine" est soulignée)

## Régulation
L'ostéopontine, une cytokine, régule la transcription  de miR-21 par l’intermédiaire du facteur de transcription AP-1 dans les fibroblastes et les cellules musculaires cardiaques.

## Cibles
Les miARNs sont des inhibiteurs de l’expression génique. 
Leur appariement, par complémentarité des bases, à un ARN messager (ARNm) peut conduire à l'inhibition de sa traduction ou à l'accélération de sa dégradation, selon le degré de complémentarité de leurs séquences.
La présence de complémentarités dans la région 3'UTR d'un l'ARNm, appelées éléments de réponse aux miARNs (MiRNA Response Elements, MRE), en fait donc des cibles potentielles mais ne garantit pas leur régulation in vivo.
La régulation d'un gène par un miARN doit donc être mise en évidence de manière fonctionnelle, dans un système biologique, ce qui a été fait dans les cas suivants.
| Gène                                                     | Contexte cellulaire/tissulaire                     | Référence |
| -------------------------------------------------------- | -------------------------------------------------- | --------- |
| PTEN (Phosphatase and Tensin Homologue)                  | Fibroblastes, cardiomyocytes/cœur                  | [ 5 ]     |
| SMAD7 (Mothers Against Decapentaplegic Homolog 7)        | Fibroblastes, cardiomyocytes/cœur                  | [ 5 ]     |
| SMAD7                                                    | Cellules mésangiales, épithéliales tubulaires/rein | [ 7 ]     |
| SPRY1 (en) ( sprouty homolog 1 )                         | Fibroblastes/cœur                                  | [ 8 ]     |
| Pparα (Peroxisome proliferator-activated receptor alpha) | Rein                                               | ,         |
| Mpv17l (Mitochondrial Inner Membrane Protein Like)       | Rein                                               | [ 9 ]     |

## Pathologies

### Cardiaques
Une étude a mis en évidence que l'expression de miR-21 était augmentée dans les fibroblastes, de manière spécifique, en cas d'insuffisance cardiaque.
Dans ce cas, miR-21 inhibe l'activité de SPRY1 (en), et par ce biais, active la voie de signalisation de la kinase ERK.
Cette voie, régulant la survie des fibroblastes et la sécrétion de facteur de croissance, contrôlerait le niveau de fibrose interstitielle et l'hypertrophie du muscle cardiaque.
Enfin, les auteurs de cette étude ont mis en évidence le potentiel thérapeutique de l'intervention sur ce miARN. 
Ils ont en effet montré, dans un modèle murin d'hypertrophie cardiaque, que l'injection d'"antagomirs" (des oligonucléotides antisens dirigés spécifiquement contre miR-21) atténuait la fibrose et le dysfonctionnement cardiaque.
Une étude est venue confirmer les résultats précédents en montrant que les patients souffrant de fibrose cardiaque présentent, dans des biopsies cardiaques, une augmentation de l'expression de miR-21 induite par l'ostéopontine.
L'augmentation de miR-21 induit, là aussi, une activation des voies de signalisation ERK et AKT qui conduisent en dernier lieu à une augmentation du contenu en collagène et une activation des fibroblastes cardiaques.
Il est intéressant de noter que l’inhibition de miR-21, par des acides nucléiques bloqués, permet également d’améliorer la fibrose cardiaque in vivo, indiquant le réel potentiel thérapeutique de ce miARN.

### Rénales
L'expression de miR-21 est également fortement augmentée dans deux modèles animaux de fibrose rénale ainsi que lors de néphropathies faisant suite à une transplantation chez l'humain (insuffisance rénale aiguë ou dysfonction chronique de l'allogreffe). 
Dans ce contexte, deux voies de signalisation sont particulièrement affectées par miR-21, le métabolisme des lipides et le métabolisme redox via les gènes Pparα et Mpv17l respectivement. 
Comme dans le cas de la fibrose cardiaque, les auteurs de l'étude mettent en évidence que l'inhibition de miR-21 limite la fibrose interstitielle en cas de lésion des reins, faisant de ce miARN une cible thérapeutique pour limiter la fibrose en général.
Dans un modèle murin de diabète de type 2, des souris déficientes pour le récepteur à la leptine, l'expression de miR-21 est multipliée par deux et elle est associée à une microalbuminurie, de l'inflammation et, là aussi, une fibrose rénale. 
Ces phénomènes sont accompagnés par une activation des voies de signalisation TGF-β (en) (Transforming growth factor beta) et NF-κB (nuclear factor-kappa B) probablement à la suite de l'inhibition de Smad7 par miR-21.
Là encore, l'inhibition de miR-21 supprime la production des marqueurs de fibrose et d’inflammation confirmant le potentiel thérapeutique de ce miARN.  
L'inhibition de miR-21 augmente de manière drastique le taux de survie d'un modèle murin du syndrome d'Alport en diminuant glomérulosclérose, fibrose interstitielle, lésions tubulaires et inflammation.
Ceci induit également une augmentation du fonctionnement mitochondrial, limitant la production de dérivés réactifs de l'oxygène (reactive oxygen species, ROS), et diminue la fibrose induite par l'activation de la voie TGF-β, potentiellement via la dérépression de Pparα.
Cette étude, comme les précédentes, démontre le fort potentiel thérapeutique d'une inhibition de miR-21 dans plusieurs modèles de pathologies rénales associées à une fibrose et le rôle central que ce miARN pourrait avoir dans ce phénomène.